# マイケル・グリーン (ヨット選手)
マイケル・グリーン（Michael Green、1954年6月4日 - ）はバルバドス、セントルシアの男子セーリング選手。
1988年にはバルバドス代表としてソウルオリンピックセーリング競技の男女混成の2人乗りスター級にハワード・パーマーと出場し、14位になっている。1996年のアトランタオリンピックではセントルシア代表として男女混成のレーザー級に出場したが、45位に終わった。